# Syntretus temporalis
Syntretus temporalis är en stekelart som beskrevs av Papp 2004. Syntretus temporalis ingår i släktet Syntretus och familjen bracksteklar. Inga underarter finns listade i Catalogue of Life.